# Jenifer Lewis
Pour les articles homonymes, voir Lewis.
Jenifer Lewis, née le 25 janvier 1957 à Kinloch, dans le Missouri, est une actrice américaine.

## Filmographie

### Cinéma

#### Longs-métrages
- 1988 : Double Détente : Juge Jenifer Lewis
- 1988 : Au fil de la vie : la diva
- 1992 : Sister Act : Michelle
- 1992 : Frozen Assets (en) : Jomisha
- 1993 : Tina : Zelma Bullock
- 1993 : Poetic Justice : Annie
- 1993 : Meteor Man : Mme Williams, la mère de Lewis
- 1993 : Pas de vacances pour les Blues : la chauffeuse de taxi
- 1993 : Sister Act, acte 2 : une choriste de Las Vegas
- 1994 : Opération Shakespeare : Mme Coleman
- 1994 : Corrina, Corrina : Jevina
- 1995 : Panther de Mario Van Peebles : Rita
- 1995 : Génération sacrifiée : Mme Curtis
- 1996 : Girl 6 : la patronne
- 1996 : La Femme du pasteur : Margueritte Coleman
- 1998 : Les Puissants : Mme Addison
- 1999 : Première Sortie : Dr Aron
- 1999 : Mystery Men : Lucille
- 2000 : Seul au monde : Becca Twig
- 2001 : The Brothers : Louise Smith
- 2002 : Juwanna Mann : Tante Ruby
- 2002 : Antwone Fisher : la tante
- 2004 : Nora's Hair Salon (en) : Nora Harper
- 2004 : The Cookout (en) : Lady Em
- 2006 : Affaire de femmes : Milay Jenay Lori
- 2006 : Dirty Laundry : Tante Lettuce
- 2006 : The Heart Specialist (en) : Infirmière Jackson
- 2007 : Who's Your Caddy? : la mère de C-Note
- 2007 : Redrum : la thérapeute
- 2008 : Meet the Browns : Vera
- 2009 : Les Liens sacrés : Mary Clark
- 2010 : Au-delà : Candace
- 2012 : Think Like a Man : Loretta
- 2013 : Playin' for Love (en) : Alize Gates
- 2013 : Destination Love : Catherine
- 2014 : Secrets of the Magic City (en) : Tante Valerie
- 2014 : Think Like a Man Too : Loretta
- 2015 : Témoin à louer : Doris Jenkins
- 2018 : Hall American: Forbidden
- 2020 : C'est Noël chez nous (Christmas on the Square) : Margeline

#### Courts-métrages
- 1998 : Rituals de Carol Mayes
- 2003 : The Sunday Morning Stripper de Sheldon Collins : Demetria
- 2008 : Prop 8 : The Musical d'Adam Shankman : Riffing Prop 8'er
- 2011 : When Harry Met Sally 2 with Billy Crystal and Helen Mirren de Lindsay Crystal : la serveuse de la maison de retraite (non-créditée)
- 2021 : All Boys Aren't Blue de Nathan Hale Williams : Nanny

### Télévision

#### Séries télévisées
- 1990-1991 : Murphy Brown : Sales Person (2 épisodes)
- 1990-1993 : Campus Show : Dean Dorothy Dandridge Davenport et Susan Clayton (9 épisodes)
- 1991 : Stat (en) : Felicia Brown (saison 1, épisode 1)
- 1991-1996 : Le Prince de Bel-Air : Tante Helen (8 épisodes)
- 1992 : Dream On : Carolyn (saison 3, épisode 23)
- 1993 : Coup de foudre à Miami : Aurora Tyler (saison 1, épisode 7)
- 1993 : In Living Color (en) : plusieurs rôles dont Snookie, Tonya Hodges, une dame au téléphone (5 épisodes)
- 1993 : Roc (en) : Charlaine (saison 3, épisode 4)
- 1993-1995 : Cooper et nous : Georgia Rodman (3 épisodes)
- 1994 : Les Nouvelles Aventures de Superman : Mystique (saison 1, épisode 12)
- 1994 : Friends : Paula (saison 1, épisode 3)
- 1995 : New York Undercover : Medina (saison 1, épisode 14)
- 1995 : Courthouse (en) : Juge Rosetta Reide (11 épisodes)
- 1995 : Living Single (en) : Delia Deveaux (saison 2, épisode 26)
- 1996 : Cosby : Bernice (saison 1, épisode 10)
- 1997 : Les Anges du bonheur : Queenie (saison 3, épisode 19)
- 1997 : Promised Land (en) : Queenie (saison 1, épisode 17)
- 1998 : The Temptations (en) : Marna Rose (2 épisodes)
- 1998 : The Parent 'Hood (en) : Linda (saison 4, épisode 20)
- 1998-2000 : Pour le meilleur... ? (For Your Love) : la mère de Mel et Reggie et Sylvia Ellis (2 épisodes)
- 1999 : The Jamie Foxx Show : Josie (saison 3, épisode 20)
- 1999 : Moesha : Mme Biggs (saison 5, épisode 7)
- 1999 : Grown Ups (en) : la mère de Melissa (saison 1, épisode 7)
- 1999 : Sarah : la mère de Joss (saison 1, épisode)
- 2000-2006 : La Vie avant tout : Lana Hawkins (131 épisodes)
- 2000 : Bette (en) : Inez (saison 1, épisode 17)
- 2002-2006 : Girlfriends : Veretta Childs (7 épisodes)
- 2002 : Cher oncle Bill (Family Affair) : Mme Summers (saison 1, épisode 1)
- 2004 : Phénomène Raven : Vivian Baxter (saison 1, épisode 21)
- 2007 : Day Break : Elizabeth Hopper (saison 1, épisode 8)
- 2007 : Shark : Ellie Broussard (saison 1, épisode 17)
- 2007-2008 : Boston Justice : Juge Isabel Fisher (2 épisodes)
- 2009-2010 : Meet the Browns (en) : Vera Brown (5 épisodes)
- 2011 : Georgia dans tous ses états : Patrice (saison 1, épisode 3)
- 2011 : The Playboy Club : Pearl (7 épisodes)
- 2014 : Les Boondocks : Geraldine et Willona (2 épisodes)
- 2014-2021 : Black-ish : Ruby Johnson, Rosy (147 épisodes)
- 2015 : The Exes : Caren Dupree (saison 4, épisode 8)
- 2015 : L'Apprentie maman : Delois (2 épisodes)
- 2020 : Twenties : Jenifer Lewis (saison 1, épisode 6)
- 2021 : Grown-ish : Ruby Johnson (2 épisodes)

#### Téléfilms
- 1991 : Sunday in Paris : Taylor Chase
- 1994 : Belle de nuit (Deconstructing Sarah) : Betty
- 1994 : Shake, Rattle and Rock! de la collection Rebel Highway : Amanda Baldwin Cooper
- 1994 : Last days of Russell : Tante Yvette
- 1995 : Meurtres en série : Denice Cooper
- 1998 : Trop tard pour être mère ? : Camille
- 1999 : Jackie's Back (en) : Jackie Washington
- 2000 : Little Richard (en) : Muh Penniman
- 2000 : Deux escrocs, un fiasco (Partners) : Détective Lancy
- 2000 : Dancing in September (en) : Juge Warner
- 2001 : The Ponder Heart : Narcissa Wingfield
- 2011 : Un combat, cinq destins : Maggie
- 2015 : Parce que c'était toi (It Had to Be You) : Reggie

## Voxographie

### Cinéma
- 2004 : Gang de requins : la tortue de mer
- 2006 : Cars : Flo
- 2009 : La Princesse et la Grenouille : Mère Odie
- 2011 : Cars 2 : Flo
- 2012 : Drôles d'oiseaux : Gogo
- 2017 : Cars 3 : Flo
- 2019 : La Famille Addams : Grand-tante Sloom
- 2021 : The Adventures of Tikki the Wonder Dog : Delilah

### Télévision
- 1997-1999 : Happily Ever After: Fairy Tales for Every Child : Hazel/Black Widow Spider (2 épisodes)
- 1999-2001 : Les Stubbs : Bebe Ho (36 épisodes)
- 2003 : Cool Attitude : Tante Spice (saison 2, épisode 20)
- 2011 : The Cleveland Show : plusieurs rôles dont la réceptionniste (2 épisodes)
- 2011 : American Dad! : Lessie (saison 6, épisode 14)
- 2013-2014 : Cars Toon : Flo (2 épisodes
- 2017-2021 : Baymax et les Nouveaux Héros : plusieurs rôles dont Professeur Granville, Sara et une bloggeuse (28 épisodes)
- 2019 : Disney Comics in Motion : Mère Odie (saison 1, épisode 8)
- 2019 : La Ligue des justiciers : Nouvelle Génération : Olympia Savage (saison 3, épisode 7)
- 2019 : Elena d'Avalor : Tornado (2 épisodes)
- 2019-2021 : Tuca and Bertie : Tallulah (3 épisodes)
- 2020 : Amphibia : Mama Hasselback (saison 2, épisode 2)
- 2021 : Star Trek: Lower Decks : la bartender (saison 2, épisode 5)
- 2021 : Mickey Mouse Funhouse : Wheezelene (2 épisodes)
- 2021 : Les Razmoket (Rugrats) : Mme Marjorie, la narratrice (saison 1, épisode 12)

### Jeux-vidéo
- 2006 : Cars : Quatre Roues : Flo
- 2007 : Cars : La Coupe internationale de Martin : Flo
- 2009 : Cars: Race-O-Rama : Flo
- 2009 : La Princesse et la Grenouille : Mère Odie
- 2011 : Cars 2 : Flo
- 2012 : Sorcerers of the Magic Kingdom (en) : Mama Odie et Shenzi
- 2013 : Disney Infinity : Flo